# Jean Raymond Costes
Pour les articles homonymes, voir Costes.
Jean Raymond Costes, né le 24 septembre 1767 au hameau Labro, dans la paroisse de Coubisou, et mort le 6 mai 1858 à Nadaillac, commune de Coubisou, est un militaire français de la Révolution française et du Premier Empire.

## Origines
Jean Raymond Costes naît dans une famille de cultivateurs. Son instruction religieuse est assurée par Claude Debertier, le futur évêque constitutionnel.
Il est appelé le 24 février 1793 et affecté au 1er bataillon de volontaires du Cantal. Passe au 2e bataillon de sapeurs le 26 juin 1793. Sa vaillance dès son premier combat contre les troupes espagnoles le fit nommer sergent le soir même, le 7 messidor an I. Il fit partie des nombreux prisonniers français du Siège de Corfou.

## Famille
Fils de Raymond Costes et de Combes Magdeleine paysans, il est le second enfant d'une fratrie de 10.
Il épouse en 1806 Anastasie Poline Rouzin , de 17 ans sa cadette décédée le 11 aout 1833 à Espalion.
Ils eurent 3 enfants Sébastien Hippolyte né le 3 frimaire an XII à Boulogne sur Mer, Frédérique Adélaïde 18 décembre 1806 née à Erfurt, Prusse, et Victor François Louis né le 27 juillet 1815 à la Planque Nadaillac, commune de Coubisou.

## Carrière
- Entré au service dans le 1er bataillon de volontaires du Cantal le 24 février 1793jusqu'au 1er vendémiaire an IV.
- Passé au 2e bataillon de sapeurs du génie le 26 juin de la même année
- Sergent le 7 messidor an I
- Sergent-major le 8 pluviôse an II
- Brevet d'honneur accordé le 19 avril 1803 par Napoléon Ier alors 1er consul.
- Sous-lieutenant le 26 janvier 1806
- Lieutenant le 6 juillet 1807
- Capitaine en second le 27 décembre 1809 au 2e bataillon des sapeurs du génie
- Capitaine 1re classe le 9 avril 1813 jusqu'au 21 août 1814
- Sabre d'honneur le 13 février an VII
- Chevalier de la légion d'honneur en 1803
- Officier de le légion d'honneur le 20 mai 1811 (en récompense de ses faits d'armes en Espagne).

### Citations et honneurs
Décoré d'un sabre d'honneur Armes d'honneur Brevet signé le 29 germinal an XI (19 avril 1803) à la suite de l'arrêté du 4 nivôse an VIII.

« Bonaparte, 1er consul de la République, d'après le compte qui lui a été rendu de la conduite distinguée et de la bravoure éclatante du citoyen Jean-Raymond Costes, sergent major au 2e bataillon de sapeurs, à l'affaire du 13 frimaire an 7, dans l'île de Corfou, où accompagné seulement de vingt sapeurs, il défendit San-Salvador contre deux mille Turcs, y affronta les plus grands dangers, et fut assez heureux pour arracher son capitaine grièvement blessé, à une mort inévitable; à celles du 2 brumaire et du 1er pluviôse, où il fit presque seul, vingt prisonniers Russes, et s'empara de plusieurs pièces de canon, lui décerne, à titre de récompense nationale, un sabre d'honneur. Il jouira « des prérogatives attachées à ladite récompense par l'arrêté du 4 nivôse an 8. Donné à Paris le 29 germinal an XI de la République française. Le premier consul, Bonaparte. »

- Chevalier de la Légion-d'Honneur[4] en 1803 (quatrième légionnaire de l’Aveyron)
- Ordre national de la Légion d'honneur le 20 mai 1811[5],[6].

« J.R. Costes Sergent du 2e bataillon de sapeurs. Le gouvernement lui adressa le brevet d'une Grenade d'honneur pour s'être signalé à l'attaque d'un retranchement ennemi, dans lequel il pénétra un des premiers, en se frayant un passage dans l'embrasure d'une batterie.29 germinal an XI. »

### Campagnes
Jean Raymond Costes a fait les campagnes des années 1793, 1794, jusqu'en 1796, 1er ventôse an IV à l'armée des Pyrénées-Orientales: bataille de Perpignan, passage du Tech, prise du camp de Villelongue et de la redoute de Montesquieu, Roses... campagne d'Italie ans IV, V et VI: Vintimille, Peschiera, Mondovi, Fezzano, Marengo, bataille d'Arcole du 15 au 17 novembre 1796, passage du Pô, passage du pont de Lodi, Pepzigtintone, bataille du Tesin, de Rancos, Mantoue... 

Du 9 brumaire an VI au 11 ventôse an VII aux îles Vénitiennes ; 

Armée d'Italie du 11 ventôse an VII au 19 germinal an IX
Ans IX et X à l'armée de Naples ;

Ans  XII et XIII au camp de Boulogne : 

Du 26 fructidor an XIII à 1808 à la Grande Armée ;

Autriche, Prusse et Pologne: batailles d'Ülm, Austerlitz, Eylau, Friedland...;

Armée d'Espagne de 1808 à 1813 : Ocaña, près de Tolède, Chinchilla, Sarragosse, Olivenza, Badajoz, Vitoria en 1813, pour couvrir le retour de Joseph Bonaparte en France
Armée du midi du 1er juillet 1813 au 19 juin 1814: Orthez, Toulouse, 1812 et 1813 en Espagne siège de Badajoz,,, ;
enfin la campagne de 1814 dans l'Armée_du_Midi.
Il s'est battu entre autres sous le commandement du général Dugommier, du général Pérignon, du général Masséna, du général Murat, du Maréchal Nicolas Jean-de-Dieu Soult, du maréchal Mortier, du général Philippon, du général Chasseloup-Laubat, du colonel général Gouvion-Saint-Cyr, de Joseph Bonaparte, du premier consul Bonaparte et de l'empereur Napoléon.

Fidèle à l'Empire, il quitta l'armée le 20 août 1814, âgé de 47 ans, à la suite de ses nombreuses blessures devenues invalidantes et incompatibles avec le service (coup de feu a la jambe gauche, écrasement sur le côté gauche, éclat d'obus à la jambe gauche, brûlure de toute la face par l'explosion d'un caisson de poudre, blessures à la tête et à l'épaule droite, douleurs rhumatismales conséquence de blessures passées), il sera ainsi déclaré réformé médical et inapte au service actif et mis en retraite pour le motif d'infirmité provenant de plusieurs blessures reçues à l'ennemi. Il bénéficiera dès lors de sa retraite militaire dans son pays natal après 21 ans, 6 mois et 29 jours de service dont 18 ans et 9 mois de campagnes de guerre. Il va vivre ensuite 44 années de retraite. Il décédera à 91 ans le 6 mai 1858 dans sa demeure de la Planque près de Nadaillac.